# Louis-Joseph Buffet

Louis-Joseph Buffet.

Louis-Joseph Buffet (* 26. Oktober 1818 in Mirecourt; † 7. Juli 1898 in Paris) war ein französischer Staatsmann und 1875 bis 1876 Premierminister.

## Leben
Nach der Februarrevolution 1848 wurde er für das Département Vosges in die Deputiertenkammer gewählt und vertrat die Interessen der Rechten. Buffet stimmte im Juni 1848 für Napoléon III. Von August bis Dezember 1849 und von August bis Oktober 1851 war er Landwirtschaftsminister. 1863 wurde er erneut zum Mitglied der Deputiertenkammer gewählt und tat sich neben Émile Ollivier als einer der Befürworter des „liberalen Kaiserreiches“ hervor. Dieser berief ihn dann auch von Januar bis 10. April 1870 zum Finanzminister in sein Kabinett.
Nach Begründung der Dritten Republik 1871 amtierte er vom 4. April 1872 bis zum 10. März 1875 als Präsident der Nationalversammlung. 1875 bis 1876 war Buffet schließlich selbst Premierminister und übernahm zugleich die Leitung des Innenministeriums. 1876 scheiterte zunächst seine Wiederwahl als Mitglied der Nationalversammlung wegen Schwierigkeiten mit der Republikanischen Partei. Allerdings wurde er im gleichen Jahr zum Senator auf Lebenszeit gewählt. Trotz seines rednerischen Talents verbrachte Buffet die meiste Zeit als Politiker in der Opposition.